# Koxare
Koxare (griechisch Κοξαρέ (f. sg.)) ist ein Dorf auf der griechischen Insel Kreta. Es gehört zur Gemeinde Agios Vasilios und zum Regionalbezirk Rethymno. Das Dorf liegt auf 270 Metern Höhe nahe der Abzweigung der Straße nach Plakias von der Landstraße Rethymno-Spili vor dem nördlichen Eingang der Kourtaliotiko-Schlucht in der Ebene von Koxare, einer landwirtschaftlich fruchtbaren, wasserreichen Umgebung.

## Ortsgliederung

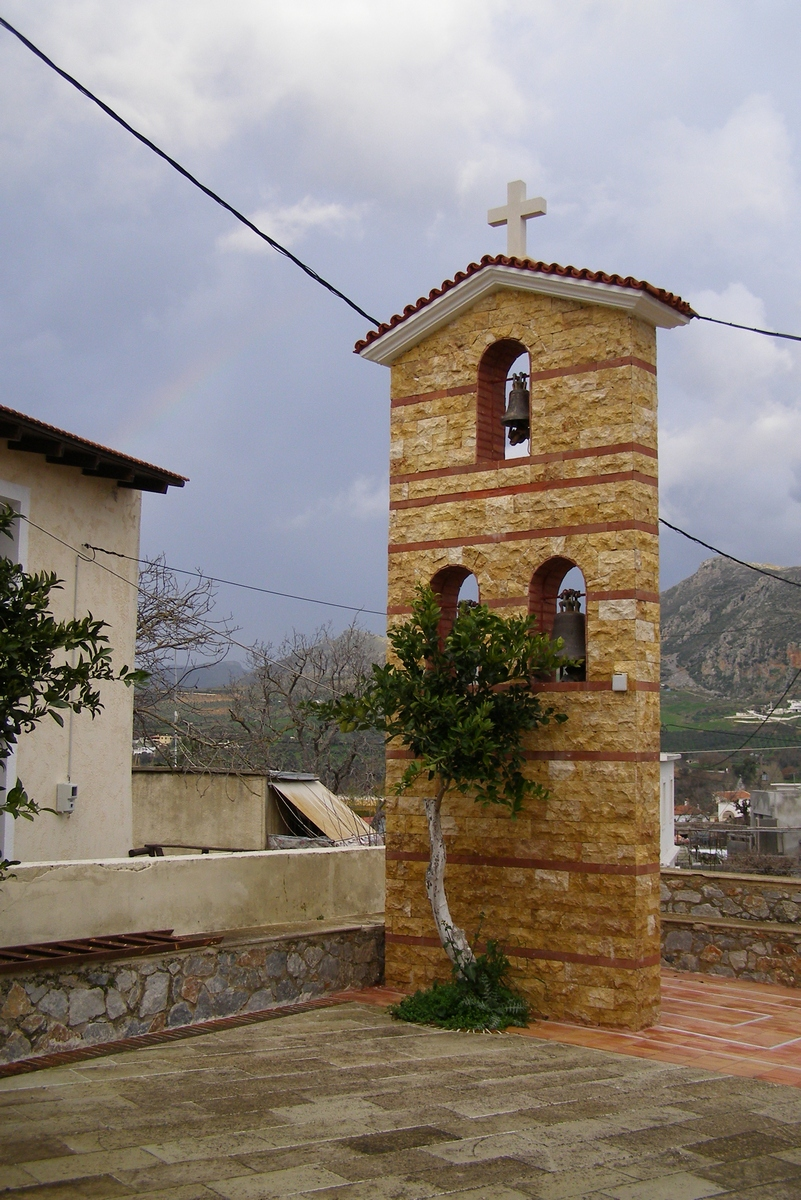
Kirchplatz mit Glockenturm

Koxare hat laut der Volkszählung des Jahres 2011 insgesamt 404 Einwohner. Dabei entfallen auf das Dorf selbst 225, auf die verwaltungsmäßig angegliederten kleinen Nachbardörfer Atsipades (Ατσιπάδες) 31 Einwohner, auf Katsogrida (Κατσογρίδα) 16 Einwohner und auf Pale (Παλέ) 132 Einwohner.
Pale wurde als Siedlung in den 1990er Jahren nördlich von Koxare an der Hauptstraße angelegt, um die Menschen aus dem Doppeldorf Katsogrida und Atsipades aufzunehmen, das von Bergrutschen am Nordhang des Kouroupa bedroht ist. Die beiden dicht benachbarten Dörfer liegen auf einer Höhe von 350 bis 420 Meter zirka 1,4 km westlich von Koxare. Die Dorfkirche von Atsipades wurde trotz des Umsiedlungsprogrammes Anfang der 2000er Jahre renoviert. Der auf den Gipfel des Kouroupa führende Schotterweg, welcher bei Katsogrida beginnt, darf bei Dunkelheit und im Winter nicht befahren werden.
In Koxare befindet sich das einzige Gymnasio (In Griechenland die weiterführende Schulform für die Klassen 7 bis 9) der Gemeinde Finikas. Die auf einer kleinen Anhöhe über dem Ort gelegene Hauptkirche von Koxare ist der ‚Entschlafung der Gottesmutter‘ (Kimitheos theotokou Κοιμηθέος θεοτόκου) geweiht.
Auf dem Gebiet des Gemeindebezirks Koxare befinden sich zwei Klöster: Nördlich der Hauptstraße liegt das Kloster Timiou Prodromou (Μονή Τιμίου Προδρόμου), am südlichen Dorfrand am Hang des Kouroupa das Kloster Axion esti (Μονή Άξιον Εστί).

## Geschichte
Die frühesten Siedlungsspuren auf dem Gebiet von Koxare datieren aus mittelminoischer Zeit; 1989 wurde von britischen Archäologen am Kouroupas auf 735 Meter Höhe ein minoisches Gipfelheiligtum lokalisiert und ausgegraben.
Der Name der Siedlung wird abgeleitet von ihrem mutmaßlichen ersten Bewohner, einem Koxaris (Κόξαρης) aus byzantinischer Familie.

### Kastell Koules
Südlich von Koxare befindet sich die Ruine des 1866 durch das osmanische Militär errichteten, mit 44 × 30 Meter Fläche relativ großen Kastells Koules ⊙ auf einer Erhebung, von der aus die Umgebung und der Weg durch die Schlucht zur Südküste kontrolliert werden konnten. Das ansonsten typisch türkische Kastell weist als bauliche Besonderheit an den Längsseiten mit Gewölben überbaute Räume auf, die architektonisch an die venezianischen Arsenale im Hafen von Chania erinnern.

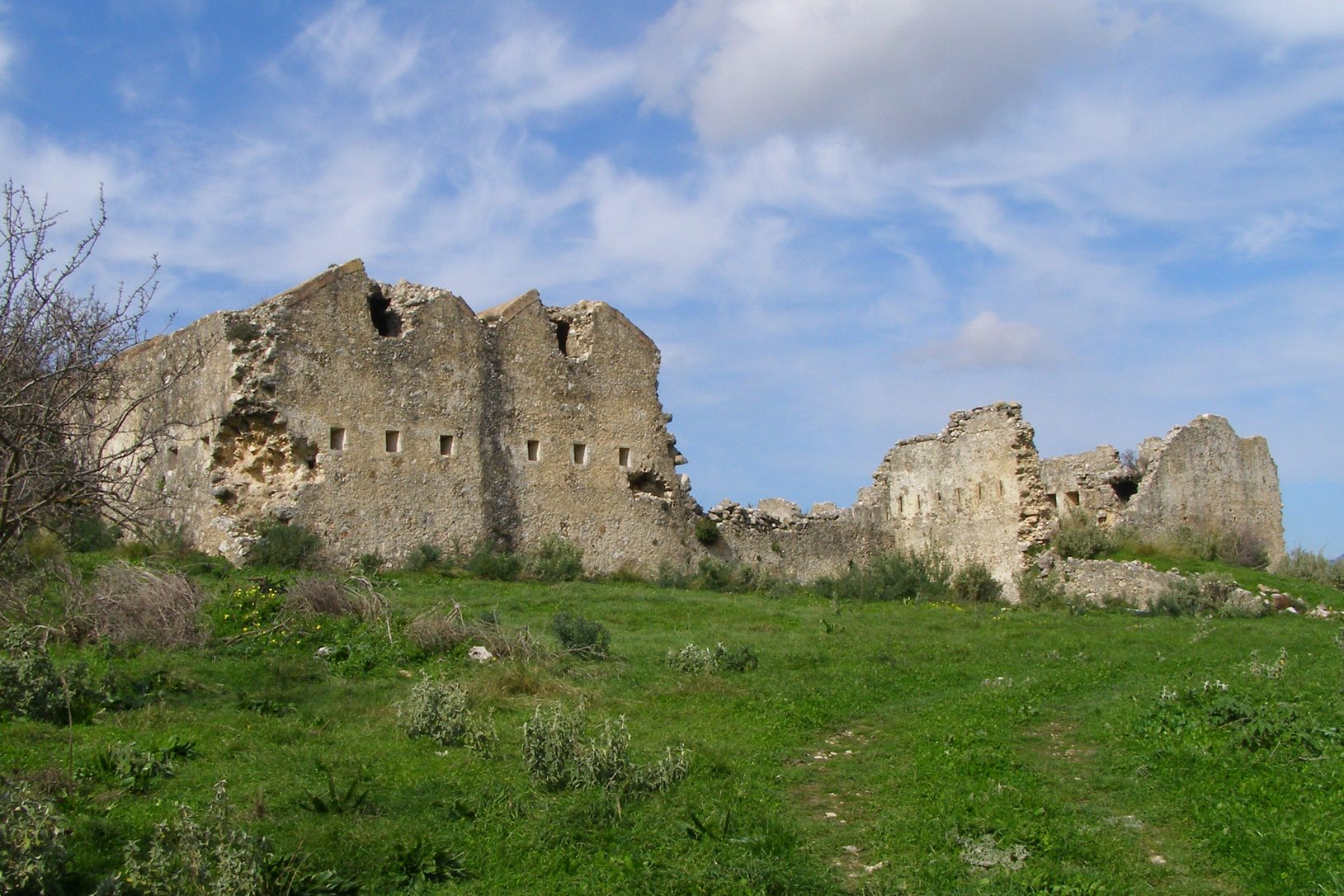
Kastell Koules bei Koxare

In den fast quadratische Innenhof gelangt man durch zwei sich gegenüberliegende Torhäuser. An der Südmauer war das Gebäude auf ganzer Länge von einem doppelten Tonnengewölbe überdacht. Längs der Nordmauer war ein einfaches Gewölbe ausgeführt. Beide Gewölbe sind bis auf die mauernahen Randbereiche verfallen. Ringsum sind alle Mauern in dichter Folge mit Schießscharten versehen. Vor dem früher befahrbaren östlichen Haupteingang des Kastells befindet sich die Ruine einer byzantinischen Kapelle, welche erst zusammen mit dem Kastell aufgegeben wurde, obwohl sie ihm militärisch „im Wege stand“. Dieses Faktum ist bemerkenswert, weil es zumindest für diese Region auf eine Phase friedlicher Koexistenz zwischen osmanischer Besatzung und der orthodoxen Kirche und Bevölkerung schließen lässt.
Auch während der deutschen Besatzung Kretas im Zweiten Weltkrieg spielte das zentral und an einer wichtigen Durchgangsstraße gelegene Dorf eine Rolle. Widerstandskämpfer der ELAS lieferten sich nördlich und südlich von Koxare Gefechte mit deutschen Truppen, die den Weg zur Küste absichern sollten. Wegen seiner zentralen Lage war Koxare Unterschlupf von Widerstandskämpfern und britischen Agenten. Die Dorfkirche und Teile des Dorfes wurden am 2. Februar 1944 von deutschen Truppen niedergebrannt, die Kirche 1955 wieder aufgebaut.
Seit 2007 gibt es ein volkskundliches Museum neben der Kirche des Ortes.

## Wirtschaft
Koxare ist nach wie vor ein ökonomisch rein agrarisch basiertes Dorf, der boomende Tourismus der kretischen Südküste kann wegen der großen Entfernung zum Meer keinen Fuß fassen. Dominierend sind
einerseits der Olivenanbau, andererseits die Schaf- und Ziegenhaltung.